# Brayan Córdoba
Brayan Stiven Córdoba Barrientos (Unguía, 18 de septiembre de 1999) es un futbolista colombiano. Juega de lateral derecho y actualmente milita en el CSKA Sofía de la Primera Liga de Bulgaria.
En el inicio de la temporada 2021 fue presentado como parte del primer equipo de Atlético Nacional, aunque su debut como profesional con el equipo 'Verdolaga' fue en 2018. El 20 de diciembre de 2021, Once Caldas anunció un acuerdo para su contratación de cara a la temporada 2022.

## Clubes
| Club              | País     | Año           |
| ----------------- | -------- | ------------- |
| Atlético Nacional | Colombia | 2018-2021     |
| Once Caldas       | Colombia | 2022          |
| América de Cali   | Colombia | 2023          |
| CSKA Sofía        | Bulgaria | 2023-presente |